# Liste von Miniaturenparks in Polen
Die Liste von Miniaturenparks in Polen umfasst bestehende Miniaturenparks in Polen.

## Liste
| Name                                                           | Deutsche Bezeichnung                                                             | Ort                           | Bild |
| -------------------------------------------------------------- | -------------------------------------------------------------------------------- | ----------------------------- | ---- |
| Kraina Miniatur – Park Miniatur Zabytków i Architektury Polski | Land der Miniaturen – Miniaturenpark der Baudenkmäler und der Architektur Polens | Breslau                       |      |
| Park Miniatur Województwa Mazowieckiego                        | Miniaturenpark der Woiwodschaft Masowien                                         | Warschau                      |      |
| Park Miniatur Zabytków Dolnego Śląska                          | Miniaturenpark der Baudenkmäler Niederschlesiens                                 | Schmiedeberg im Riesengebirge |      |
| Park Miniatur Budowle Świata                                   | Miniaturenpark der Bauten der Welt                                               | Zillerthal-Erdmannsdorf       |      |
| Nadmorski Park Miniatur i Kolejek                              | Küstenpark der Miniaturen und Eisenbahnen                                        | Dievenow                      |      |
| Park Miniatur Latarni Morskich                                 | Miniaturenpark der Leuchttürme                                                   | Horst                         |      |
| Skansen miniatur                                               | Freilichtmuseum der Miniaturen                                                   | Pudewitz                      |      |
| Park Miniatur Świat Marzeń                                     | Miniaturenpark Welt der Träume                                                   | Inwałd                        |      |
| Park Miniatur Warmii i Mazur                                   | Miniaturenpark Ermland und Masuren                                               | Gierłoż                       |      |
| Park Miniatur Świątyń                                          | Miniaturenpark der Sakralbauten                                                  | Myczkowce                     |      |
| Park Miniatur Ogrodzieniec                                     | Miniaturenpark Ogrodzeniec                                                       | Ogrodzieniec                  |      |
| Kaszubski Park Miniatur                                        | Kaschubischer Miniaturenpark                                                     | Nieder Mirchau                |      |
| Park Miniatur Sakralnych                                       | Park sakraler Miniaturen                                                         | Tschenstochau                 |      |
| Park Makiet Mikroskala                                         | Miniaturenpark Mikroskala                                                        | Konin                         |      |
| Park Makiet Ropa                                               | Miniaturenpark Ropa                                                              | Ropa                          |      |
| Park Makiet Olszowa                                            | Miniaturenpark Olschowa                                                          | Olszowa                       |      |
| Bałtycki Park Miniatur                                         | Ostsee-Miniaturenpark                                                            | Misdroy                       |      |
| Park Miniatur Minieuroland                                     | Miniaturenpark Minieuroland                                                      | Glatz                         |      |
| Spiska Kraina – Parki Miniatur                                 | Zipser Land – Miniaturenpark                                                     | Netzdorf                      |      |
| Park Miniatur Rąblów                                           | Miniaturenpark Rąblów                                                            | Rąblów                        |      |
| Park Rozrywki i Miniatur Sabat Krajno                          | Freizeit- und Miniaturenpark Sabat Krajno                                        | Zagórz                        |      |
| Park der Kulturen der Welt                                     | Park Kultur Świata                                                               | Driesen                       |      |
| Miniaturenpark Żywiec                                          | Park Miniatur w Żywcu                                                            | Saybusch                      |      |